# Vaiu

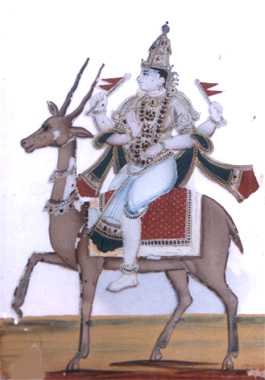
Vaiu (el dios del viento) montado sobre su vehículo (un antílope).

En el marco del hinduismo, Vaiu es el dios del viento.

## Nombre sánscrito
- vāyu, en el sistema AITS (alfabeto internacional de transliteración sánscrita).
- वायु, en escritura devánagari del sánscrito.[1]
- Pronunciación:
  - /vaaiú/ en sánscrito[1] o bien
  - /váiu/ en varios idiomas modernos de la India (como el bengalí, el hindí, el maratí o el palí).
- Etimología: vaiu significa ‘el que sopla’ (el viento).[1]

También se lo conoce como
- Vāta (वात): ‘soplado’,
- Pávana (पवन): ‘purificador’, y
- Prāna: ‘respiración’ (el aire vital, energía presente en el aire).

## Vaiu como viento
Como elemento, el vaiu (aire) forma parte de los pancha majá bhuta, los ‘cinco grandes elementos’ en el hinduismo:
- prithuí o bhumi: tierra
- apa o yala: agua
- agni o teyas: fuego
- vaiu: aire
- akasha: éter.

## Vaiu como dios del viento
El concepto Vaiu es fundamental como Mukhia Vaiu (‘viento principal’) o Mukhia Prana (‘aire vital principal’), formado por un grupo de cinco divinidades, conocidas como Prana, Apana, Viana, Udana y Samana que controlan la vida, el aliento vital, el viento, el tacto, la digestión y la excreción.
En los Upanishad hay numerosas referencias a Vaiu, particularmente en el Brijad-araniaka-upanishad, donde se relata la historia de las divinidades que controlan las funciones vitales y su lucha para determinar cual de ellas es la imprescindible. Cuando una deidad como la de la visión abandona el cuerpo del hombre, este continúa viviento y se adapta a la nueva situación de invidente. Esto pasa con todas y cada una de las funciones reguladas por los dioses que controlan el cuerpo, excepto con Vaiu, que en este relato demostrará ser el imprescindible aliento que permite realizar su función al resto de deidades y por tanto mantener la vida.

### Guardianes del espacio
Vaiu es uno de los ocho dioses dik pala (protectores de las direcciones): es el guardián del noroeste.
- Este: Indra
- Sudeste: Agní
- Sur: Iama
- Sudoeste: Níriti
- Oeste: Varuna
- Noroeste: Vaiu
- Norte: Kubera
- Nordeste: Ishana (un aspecto de Shivá).

### Avataras
Según el texto sánscrito el Ramaiana (siglo III a. C.), Pavan ―otro aspecto de Vaiu― tuvo un papel importante en cómo la humana Anyana tuvo a su hijo semidiós Jánuman (antropoide parecido a un mono).
Por eso Jánuman también recibe el nombre de Pavan Putra (hijo de Pávana) y Vaiu Putra (hijo de Vaiu). En algunos textos se lo considera un avatar parcial de Vaiu. Vaiu fue su mentor espiritual.
Según el Majabhárata (siglo III a. C.), el dios Vaiu tuvo relaciones sexuales con la reina Kunti (esposa del rey Pandu), quien así tuvo su segundo hijo: Bhima (uno de los cinco Pándavas), quien tenía la fuerza destructiva de su divino padre.
El religioso vaisnava Madhua (1238-1317) fue el fundador de la doctrina duaita o dualista ―que sostiene que Dios y las almas son diferentes―. Él afirma en sus libros ―citando el Rig-veda (el texto más antiguo de la India, de mediados del II milenio a. C.) como evidencia― que él era un avatar de este Mukhia-Vaiu, que se encarna para enseñar a las almas dignas la correcta veneración del dios Vishnú y para corregir los «errores» de la filosofía aduaita (que considera que Dios y las almas son lo mismo), de la que él estaba en contra.